# NSL1
NSL1‏ (NSL1, MIS12 kinetochore complex component) هوَ بروتين يُشَفر بواسطة جين NSL1 في الإنسان.